# Play Morricone
Play Morricone ist ein Album von Enrico Pieranunzi, Marc Johnson und Joey Baron mit Kompositionen von Ennio Morricone. Die Aufnahmen des Trios, die vom 15. und 16. Februar 2001 in den Sonic Recording Studio in Rom entstanden waren, erschienen 2001 bei CAM Jazz.

## Hintergrund
Die Zusammenarbeit von Enrico Pierananuzi mit Marc Johnson und Joey Baron geht auf das Jahr 1984 zurück: Damals weilten die beiden Musiker in Italien, um eine Tour mit dem Pianisten Kenny Drew zu beginnen, als Drews Frau plötzlich krank wurde. Als Drew nach Dänemark zurückkehrte, hatten Johnson und Baron nur noch wenige Möglichkeiten. Als dann der Pianist Enrico Pieranunzi auftauchte, nachdem er einen Anruf von jemandem aus dem Club erhalten hatte, der fragte, ob er abstelle von Drew spielen möchte, nutzte der von Bill Evans beeinflusste Pieranunzi die Gelegenheit, mit Johnson zu spielen – dem Bassisten des verstorbenen Pianisten in den letzten Jahren dessen Lebens. Der Zufall dieses Treffens hat zu einem Trio geführt, das in den folgenden Jahren regelmäßig aufnahm und tourte.
Ihre Zusammenarbeit setzten Pierananuzi, Johnson und Baron im November 2001 mit dem in Tokyo entstandenen Album Current Conditions (CAM Jazz) fort. Die US-Version von Play Morricone ist eine Zusammenstellung von zwei CDs – Play Morricone (Cam Jazz, 2002) und Play Morricone 2 (Cam Jazz, 2004) – veröffentlicht von US-Distributor des CAM-Labels, Sunnyside Records. Die Erfahrung, Filmmusik für eine Jazz-bezogene Interpretation zu nutzen, setzte der Pianist hatte mit dem Album FelliniJazz (Cam Jazz, 2003) fort, in dem er Musikstücke aus Filmen des Regisseurs Federico Fellini interpretierte.

## Titelliste

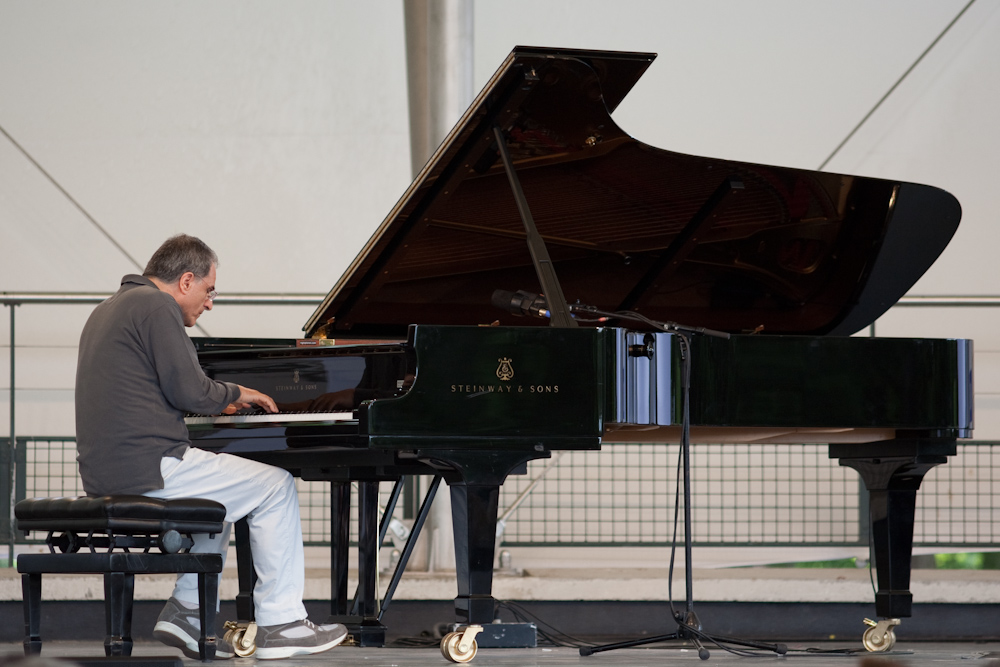
Enrico Pieranunzi01 (2010)

- Enrico Pieranunzi / Marc Johnson / Joey Baron: Play Morricone (C.A.M. Jazz CAMJ 7750-2)[2]

1. From: It’s a Pity She’s a Whore (1971) Addio Fratello Crudele 7:17
2. From: The Bachelor (1990) Mio Caro Dottor Gräsler 6:29
3. From: Crazy Desire (1962) La Voglia Matta 4:42
4. Just Beyond the Horizon 6:29
5. From: Romance (1971) Incontro 7:01
6. From: Jonah Who Lived in the Whale (1993) Jona Che Visse Nella Balena 4:37
7. From: Dirty Hands (1979) Le Mani Sporche 5:41
8. From: … Correva L’Anno Di Grazia 1870 (1971) ... Correva L’Anno Di Grazia 1870 5:52
9. From: Escalation (1968) Escalation 3:33
10. From: Everybody’s Fine (1990) Stanno Tutti Bene 7:00
11. From: When Women Had Tails (1970) Can Can Delle „Filly“ 4:43

## Rezeption

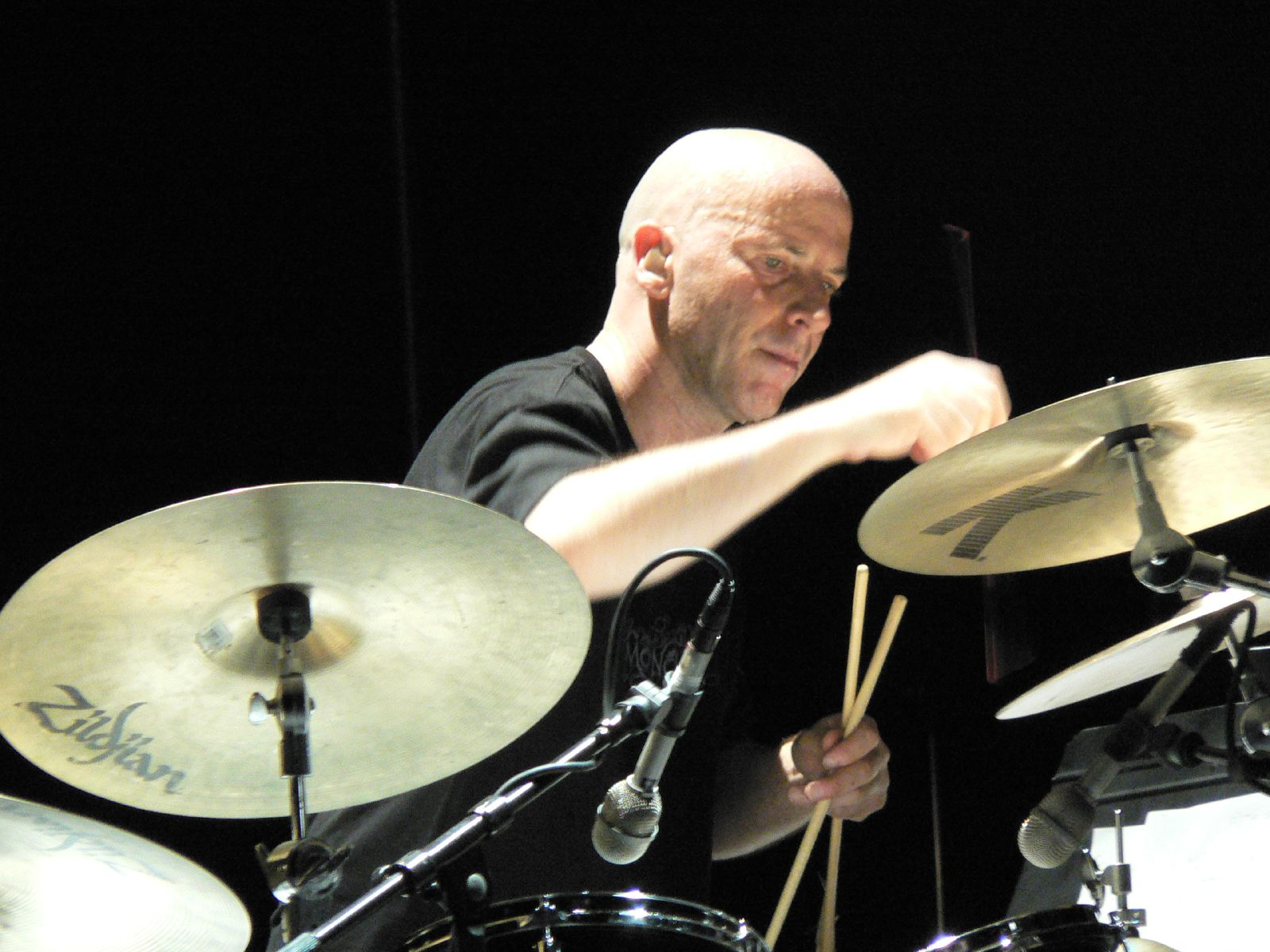
Joey Baron

Scott Yanow verlieh dem Album vier Sterne und meinte in Allmusic, da keines der verwendete Stücke Morricones ein bekannter Standard war, konnten die Musiker die ausgewählten Stücke leicht an den Jazz anpassen. Die Musik reiche von wilden Toben über Walzer bis hin zu Stimmungsstücken und sei – nicht allzu überraschend – oft filmisch und episodisch, aber die Stücke stünden unabhängig von den Filmen gut da. „Einige der Stücke verdienen es, von anderen Jazzmusikern gecovert zu werden, die nach frischem Material suchen. Während Pieranunzi die Hauptstimme ist, leisten Johnson und Baron wichtige Beiträge zur swingenden Musik.“
John Kelman vergab an das Album in All About Jazz 4½ (von fünf) Sterne und schrieb: „Morricones inhärente Lyrik bleibt in der melancholischen Ballade ‚Addio Fratello Crudele‘, in der Barons zarte Besenführung und Johnsons Eleganz eng mit Pieranunzis sanfter Reinheit zusammenarbeiten, fast unberührt. ‚La Domenica Specialmente‘ wurde ebenso wie das hart swingende ‚I Malamondo‘ deutlicher überarbeitet und reharmonisiert.“ Pieranunzis dissonante Interpretation verleihe „Mio Caro Dottor Grässler“ Humor, eine Melodie, deren zurückhaltende Magie von Baron als Höhepunkt der Sessions gebracht werde, meint Kelman.
Mit dem bereits etablierten Ruf von Johnson und Baron in Nordamerika erhalte Pieranunzi nach Ansicht des Autors die Anerkennung, die er verdient, vor allem durch Sunnysides Vertrieb seiner bemerkenswerteren Cam Jazz-Titel. Ähnlich wie bei dem britischen Pianisten John Taylor bleibe seine größere Statur in Europa und sein relativ unbekannter Status in Nordamerika für Fans des Mainstream-zentrierten, aber immer zukunftsorientierten Piano-Jazz merkwürdig bedauerlich.